# Art McKinlay
Arthur Frank "Art" McKinlay (ur. 20 stycznia 1932 w Detroit, zm. 10 sierpnia 2009 w Royal Oak) – amerykański wioślarz, srebrny medalista olimpijski.

## Kariera
Wystąpił na igrzyskach olimpijskich w Melbourne w 1956, gdzie reprezentacja USA w składzie: John Welchli, John McKinlay (jego brat bliźniak), Art McKinlay i Jim McIntosh zdobyła srebrny medal w czwórkach bez sternika. W finale o blisko 10 sekund przegrali z Kanadyjczykami, a o ponad 12 sekund wyprzedzili osadę Francji. Był to jego jedyny start olimpijski.
Kształcił się na Uniwersytecie Bostońskim i Detroit Institute of Technology. Służył w United States Marine Corps w trakcie wojny w Korei.